# Cars Région Nouvelle-Aquitaine
Les Cars Région Nouvelle-Aquitaine (anciennement XL'R) est un réseau de transports interurbains lancé par le Conseil départemental des Landes en septembre 2009 et aujourd'hui par le Conseil régional de Nouvelle-Aquitaine. Il est exploité par la Régie des Transports Landais à son lancement et aujourd'hui en partenariat avec Trans-Landes ainsi que Keolis Gascogne. Le réseau dessert plusieurs départements de la région Nouvelle-Aquitaine.
Depuis le transfert de la compétence transport des départements aux régions, à la suite de la loi NOTRe de 2015, le réseau fait l’objet de certaines adaptations à partir de 2020 : son identité visuelle ainsi que certaines de ses lignes évoluent au cours de cette même année.

## Présentation
Lancé en septembre 2009, le réseau XL'R est le réseau départemental de transport des Landes exploité par la Régie Départementale des Transports Landais.
Il se compose à l'origine de : 1 ligne EXLpres, 5 lignes structurantes, 2 lignes de rabattement, 4 lignes de bassin ainsi que 2 lignes estivales.
Sur l'année 2012, le réseau de bus attire plus de 220 000 voyageurs, pour un budget de 2,7 millions d’euros.
À partir d'avril 2019, les cars du réseau entament progressivement leur transition vers la nouvelle identité visuelle "Transports Nouvelle-Aquitaine"[réf. souhaitée].
Dès septembre 2023, la numérotation des lignes évolue afin d’être harmonisée avec celle du reste de la région.

## Le réseau

### Lignes régulières
| Ligne | Caractéristiques | Caractéristiques                                                                                         | Caractéristiques                                                                                         | Caractéristiques                                                                                         | Caractéristiques                                                                                         | Caractéristiques                                                                                         | Caractéristiques                                                                                         | Caractéristiques                                                                                         | Caractéristiques                                                                                         |
| 451   | Dax — Gare Routière ⥋ Mont-de-Marsan — Gare SNCF | Dax — Gare Routière ⥋ Mont-de-Marsan — Gare SNCF                                                         | Dax — Gare Routière ⥋ Mont-de-Marsan — Gare SNCF                                                         | Dax — Gare Routière ⥋ Mont-de-Marsan — Gare SNCF                                                         | Dax — Gare Routière ⥋ Mont-de-Marsan — Gare SNCF                                                         | Dax — Gare Routière ⥋ Mont-de-Marsan — Gare SNCF                                                         | Dax — Gare Routière ⥋ Mont-de-Marsan — Gare SNCF                                                         | Dax — Gare Routière ⥋ Mont-de-Marsan — Gare SNCF                                                         | Dax — Gare Routière ⥋ Mont-de-Marsan — Gare SNCF                                                         |
| ----- | --- | --- | --- | --- | --- | --- | --- | --- | --- |
| 451   | Ouverture / Fermeture septembre 2009 / — | Longueur —                                                                                               | Durée 60 min                                                                                             | Nb. d’arrêts 10                                                                                          | Matériel Iveco Bus CrosswayMercedes-Benz Intouro                                                         | Jours de fonctionnement L, Ma, Me, J, V, S                                                               | Jour / Soir / Nuit / Fêtes O / N / N / N                                                                 | Voy. / an —                                                                                              | Exploitant RRTL                                                                                          |
| 451   | Desserte : - Villes et lieux desservis : Dax (Gare Routière), Saint-Paul-lès-Dax (Le Grand Mail), Saint-Vincent-de-Paul (Parking Covoiturage Sud), Pontonx-sur-l'Adour (Pion Covoiturage), Tartas (Ville Haute Covoiturage), Mont-de-Marsan (Martyrs de la Résistance, Jean Rostand / Arènes, Av. 34e Régiment d'infanterie, Gare SNCF) - Gare(s) desservie(s) : Gare de Dax, Gare de Mont-de-Marsan | | | | | | | | |
| 451   | Évolution : Anciennement "Ligne EXLpres No 1". Autre : - Arrêts non accessibles aux PMR : Mont-de-Marsan (Martyrs de la Résistance) - Particularité(s) : 1. Anciennement "Ligne EXLpres No 1", il s'agit de l'une des principales lignes en termes de desserte (préfecture et sous-préfecture) et de fréquentation sur le réseau. 2. L'arrêt Saint-Paul-lès-Dax (Grand Mail) est desservi uniquement le samedi. 3. La ligne assure un trajet direct sans arrêt à Pontonx-sur-l'Adour (Pion Covoiturage) et Tartas (Ville Haute Covoiturage) sur deux services le matin et deux l'après-midi. | | | | | | | | |
| 451   | Dernière actualisation : 11 mars 2025 | | | | | | | | |
| 452   | Hagetmau — Place Montmartre ⥋ Mont-de-Marsan — Hôtel de ville | Hagetmau — Place Montmartre ⥋ Mont-de-Marsan — Hôtel de ville                                            | Hagetmau — Place Montmartre ⥋ Mont-de-Marsan — Hôtel de ville                                            | Hagetmau — Place Montmartre ⥋ Mont-de-Marsan — Hôtel de ville                                            | Hagetmau — Place Montmartre ⥋ Mont-de-Marsan — Hôtel de ville                                            | Hagetmau — Place Montmartre ⥋ Mont-de-Marsan — Hôtel de ville                                            | Hagetmau — Place Montmartre ⥋ Mont-de-Marsan — Hôtel de ville                                            | Hagetmau — Place Montmartre ⥋ Mont-de-Marsan — Hôtel de ville                                            | Hagetmau — Place Montmartre ⥋ Mont-de-Marsan — Hôtel de ville                                            |
| 452   | Ouverture / Fermeture septembre 2009 / — | Longueur —                                                                                               | Durée 45 min                                                                                             | Nb. d’arrêts 7                                                                                           | Matériel Iveco Bus Crossway                                                                              | Jours de fonctionnement L, Ma, Me, J, V                                                                  | Jour / Soir / Nuit / Fêtes O / — / N / N                                                                 | Voy. / an —                                                                                              | Exploitant RRTL                                                                                          |
| 452   | Desserte : - Villes et lieux desservis : Hagetmau (Place Montmartre), Saint-Sever (Place de la République, Quartier Péré), Saint-Pierre-du-Mont (Baobab), Mont-de-Marsan (Harbaux, Gare SNCF, Hôtel de Ville) - Gare(s) desservie(s) : Gare de Mont-de-Marsan | | | | | | | | |
| 452   | Évolution : Avant l'harmonisation de la numérotation des lignes à l'échelle régionale, cette ligne était désignée comme la ligne départementale No 2. Autre : - Arrêts non accessibles aux PMR : — - Particularité(s) : — | | | | | | | | |
| 452   | Dernière actualisation : 11 mars 2025 | | | | | | | | |
| 528   | Hagetmau — Place Montmartre / Amou — Avenue de la Gare ⥋ Dax — Gare Routière | Hagetmau — Place Montmartre / Amou — Avenue de la Gare ⥋ Dax — Gare Routière                             | Hagetmau — Place Montmartre / Amou — Avenue de la Gare ⥋ Dax — Gare Routière                             | Hagetmau — Place Montmartre / Amou — Avenue de la Gare ⥋ Dax — Gare Routière                             | Hagetmau — Place Montmartre / Amou — Avenue de la Gare ⥋ Dax — Gare Routière                             | Hagetmau — Place Montmartre / Amou — Avenue de la Gare ⥋ Dax — Gare Routière                             | Hagetmau — Place Montmartre / Amou — Avenue de la Gare ⥋ Dax — Gare Routière                             | Hagetmau — Place Montmartre / Amou — Avenue de la Gare ⥋ Dax — Gare Routière                             | Hagetmau — Place Montmartre / Amou — Avenue de la Gare ⥋ Dax — Gare Routière                             |
| 528   | Ouverture / Fermeture septembre 2009 / — | Longueur —                                                                                               | Durée 50 à 70 min                                                                                        | Nb. d’arrêts 6 à 10                                                                                      | Matériel Iveco Bus Crossway                                                                              | Jours de fonctionnement L, J, V                                                                          | Jour / Soir / Nuit / Fêtes O / — / N / N                                                                 | Voy. / an —                                                                                              | Exploitant RRTL                                                                                          |
| 528   | Desserte : - Villes et lieux desservis : Hagetmau (Place Montmartre), Momuy (Mairie), Castaignos-Souslens (Silo - croisement D13 et D933) Nassiet (Foyer), Amou (Avenue de la Gare), Castel-Sarrazin (Salle des Sports), Pomarez (Salle des Sports), Clermont (Mairie), Dax (Place Saint-Pierre, Gare Routière) - Gare(s) desservie(s) : Gare de Dax | | | | | | | | |
| 528   | Évolution : Avant l'harmonisation de la numérotation des lignes à l'échelle régionale, cette ligne était désignée comme la ligne départementale No 3. Autre : - Arrêts non accessibles aux PMR : — - Particularité(s) : Terminus de la ligne variable, Amou (Avenue de la Gare) ou Hagetmau (Place Montmartre) à certaines heures. | | | | | | | | |
| 528   | Dernière actualisation : 11 mars 2025 | | | | | | | | |
| 527   | Saint-Sever — Place de la République / Mugron — Gare / Montfort — Place du foirail ⥋ Dax — Gare routière | Saint-Sever — Place de la République / Mugron — Gare / Montfort — Place du foirail ⥋ Dax — Gare routière | Saint-Sever — Place de la République / Mugron — Gare / Montfort — Place du foirail ⥋ Dax — Gare routière | Saint-Sever — Place de la République / Mugron — Gare / Montfort — Place du foirail ⥋ Dax — Gare routière | Saint-Sever — Place de la République / Mugron — Gare / Montfort — Place du foirail ⥋ Dax — Gare routière | Saint-Sever — Place de la République / Mugron — Gare / Montfort — Place du foirail ⥋ Dax — Gare routière | Saint-Sever — Place de la République / Mugron — Gare / Montfort — Place du foirail ⥋ Dax — Gare routière | Saint-Sever — Place de la République / Mugron — Gare / Montfort — Place du foirail ⥋ Dax — Gare routière | Saint-Sever — Place de la République / Mugron — Gare / Montfort — Place du foirail ⥋ Dax — Gare routière |
| 527   | Ouverture / Fermeture septembre 2009 / — | Longueur —                                                                                               | Durée 35 à 55 min                                                                                        | Nb. d’arrêts 4 à 7                                                                                       | Matériel Iveco Bus Crossway                                                                              | Jours de fonctionnement L, Ma, Me, J, V                                                                  | Jour / Soir / Nuit / Fêtes O / — / N / N                                                                 | Voy. / an —                                                                                              | Exploitant RRTL                                                                                          |
| 527   | Desserte : - Villes et lieux desservis : Saint-Sever (Place de la République), Montaut (Route de la Chalosse), Mugron (Gare), Montfort (Place du Foirail), Hinx (Espace Culturel), Dax (Place Saint-Pierre, Gare Routière) - Gare(s) desservie(s) : Gare de Dax | | | | | | | | |
| 527   | Évolution : Avant l'harmonisation de la numérotation des lignes à l'échelle régionale, cette ligne était désignée comme la ligne départementale No 4. Autre : - Arrêts non accessibles aux PMR : — - Particularité(s) : Terminus de la ligne variable, Mugron (Gare), Montfort (Place du Foirail) ou Saint-Sever (Place de la République) à certaines heures. | | | | | | | | |
| 527   | Dernière actualisation : 11 mars 2025 | | | | | | | | |
| 517   | Dax — Gare Routière / Soustons — Isle Verte ⥋ Bayonne — Place des Basques | Dax — Gare Routière / Soustons — Isle Verte ⥋ Bayonne — Place des Basques                                | Dax — Gare Routière / Soustons — Isle Verte ⥋ Bayonne — Place des Basques                                | Dax — Gare Routière / Soustons — Isle Verte ⥋ Bayonne — Place des Basques                                | Dax — Gare Routière / Soustons — Isle Verte ⥋ Bayonne — Place des Basques                                | Dax — Gare Routière / Soustons — Isle Verte ⥋ Bayonne — Place des Basques                                | Dax — Gare Routière / Soustons — Isle Verte ⥋ Bayonne — Place des Basques                                | Dax — Gare Routière / Soustons — Isle Verte ⥋ Bayonne — Place des Basques                                | Dax — Gare Routière / Soustons — Isle Verte ⥋ Bayonne — Place des Basques                                |
| 517   | Ouverture / Fermeture 1er septembre 2014 / — | Longueur —                                                                                               | Durée 120 min                                                                                            | Nb. d’arrêts 19                                                                                          | Matériel Iveco Bus Evadys                                                                                | Jours de fonctionnement L, Ma, Me, J, V, S                                                               | Jour / Soir / Nuit / Fêtes O / — / N / N                                                                 | Voy. / an —                                                                                              | Exploitant Trans-Landes                                                                                  |
| 517   | Desserte : - Villes et lieux desservis : Dax (Gare Routière), Saint-Paul-les-Dax (Office du Tourisme, Casino), Magescq (Église), Soustons (Isle Verte), Tosse (Église), Seignosse (Bourg Gambetta, Océan Office de Tourisme, Océan Les Bourdaines, Fond du Lac), Hossegor (Office de Tourisme), Capbreton (Cigales Gare Quai A ou B), Labenne (Foyer, Gare SNCF), Ondres (Place R. Feuillet), Tarnos (Mairie, Centre Commercial), Bayonne (Gare SNCF, Place des Basques) - Gare(s) desservie(s) : Gare de Dax, Gare de Labenne, Gare de Bayonne | | | | | | | | |
| 517   | Évolution : Avant l'harmonisation de la numérotation des lignes à l'échelle régionale, cette ligne était désignée comme la ligne départementale No 7. Autre : - Arrêts non accessibles aux PMR : — - Particularité(s) : 1. Début et terminus de ligne variable, Soustons (Isle Verte) à certaines heures. 2. Fonctionne du lundi au samedi toute l'année et en complément les week-ends et jours fériés durant l'été. | | | | | | | | |
| 517   | Dernière actualisation : 11 mars 2025 | | | | | | | | |
| 511   | Sanguinet — Mairie ⥋ Ychoux — Gare SNCF | Sanguinet — Mairie ⥋ Ychoux — Gare SNCF                                                                  | Sanguinet — Mairie ⥋ Ychoux — Gare SNCF                                                                  | Sanguinet — Mairie ⥋ Ychoux — Gare SNCF                                                                  | Sanguinet — Mairie ⥋ Ychoux — Gare SNCF                                                                  | Sanguinet — Mairie ⥋ Ychoux — Gare SNCF                                                                  | Sanguinet — Mairie ⥋ Ychoux — Gare SNCF                                                                  | Sanguinet — Mairie ⥋ Ychoux — Gare SNCF                                                                  | Sanguinet — Mairie ⥋ Ychoux — Gare SNCF                                                                  |
| 511   | Ouverture / Fermeture septembre 2009 / — | Longueur —                                                                                               | Durée 40 min                                                                                             | Nb. d’arrêts 6                                                                                           | Matériel Iveco Bus Evadys                                                                                | Jours de fonctionnement L, Ma, Me, J, V, S                                                               | Jour / Soir / Nuit / Fêtes O / — / N / N                                                                 | Voy. / an —                                                                                              | Exploitant Trans-Landes                                                                                  |
| 511   | Desserte : - Villes et lieux desservis : Sanguinet (Mairie), Biscarrosse Bourg (Les Breux, Gare Routière), Parentis-en-Born (Parc du Segot), Ychoux (Mairie, Gare SNCF) - Gare(s) desservie(s) : Gare d'Ychoux | | | | | | | | |
| 511   | Évolution : Avant l'harmonisation de la numérotation des lignes à l'échelle régionale, cette ligne était désignée comme la ligne départementale No 11. Autre : - Arrêts non accessibles aux PMR : — - Particularité(s) : Fonctionne du lundi au vendredi toute l'année et en complément le week-end durant l'été. | | | | | | | | |
| 511   | Dernière actualisation : 11 mars 2025 | | | | | | | | |
| 513   | Mimizan — Plage Poker d'As ⥋ Labouheyre — Gare SNCF | Mimizan — Plage Poker d'As ⥋ Labouheyre — Gare SNCF                                                      | Mimizan — Plage Poker d'As ⥋ Labouheyre — Gare SNCF                                                      | Mimizan — Plage Poker d'As ⥋ Labouheyre — Gare SNCF                                                      | Mimizan — Plage Poker d'As ⥋ Labouheyre — Gare SNCF                                                      | Mimizan — Plage Poker d'As ⥋ Labouheyre — Gare SNCF                                                      | Mimizan — Plage Poker d'As ⥋ Labouheyre — Gare SNCF                                                      | Mimizan — Plage Poker d'As ⥋ Labouheyre — Gare SNCF                                                      | Mimizan — Plage Poker d'As ⥋ Labouheyre — Gare SNCF                                                      |
| 513   | Ouverture / Fermeture septembre 2009 / — | Longueur —                                                                                               | Durée 50 min                                                                                             | Nb. d’arrêts 8                                                                                           | Matériel Iveco Bus Crossway                                                                              | Jours de fonctionnement L, Ma, Me, J, V, S, D                                                            | Jour / Soir / Nuit / Fêtes O / — / N / O                                                                 | Voy. / an —                                                                                              | Exploitant Trans-Landes                                                                                  |
| 513   | Desserte : - Villes et lieux desservis : Mimizan (Plage Poker d'As, Plage Office de Tourisme, Bourg La Poste), Aureilhan (Route des Lacs - D626 Rond-Point), Saint-Paul-en-Born (Église), Pontenx-les-Forges (Église), Lüe (Auberge), Labouheyre (Gare SNCF) - Gare(s) desservie(s) : Gare de Labouheyre | | | | | | | | |
| 513   | Évolution : Avant l'harmonisation de la numérotation des lignes à l'échelle régionale, cette ligne était désignée comme la ligne départementale No 13. Autre : - Arrêts non accessibles aux PMR : — - Particularité(s) : Fonctionne du lundi au vendredi toute l'année et en complément le week-end durant l'été. | | | | | | | | |
| 513   | Dernière actualisation : 11 mars 2025 | | | | | | | | |
| 415   | Parentis-en-Born — Aire de Covoiturage ⥋ Gujan-Mestras — La Hume Gare SNCF | Parentis-en-Born — Aire de Covoiturage ⥋ Gujan-Mestras — La Hume Gare SNCF                               | Parentis-en-Born — Aire de Covoiturage ⥋ Gujan-Mestras — La Hume Gare SNCF                               | Parentis-en-Born — Aire de Covoiturage ⥋ Gujan-Mestras — La Hume Gare SNCF                               | Parentis-en-Born — Aire de Covoiturage ⥋ Gujan-Mestras — La Hume Gare SNCF                               | Parentis-en-Born — Aire de Covoiturage ⥋ Gujan-Mestras — La Hume Gare SNCF                               | Parentis-en-Born — Aire de Covoiturage ⥋ Gujan-Mestras — La Hume Gare SNCF                               | Parentis-en-Born — Aire de Covoiturage ⥋ Gujan-Mestras — La Hume Gare SNCF                               | Parentis-en-Born — Aire de Covoiturage ⥋ Gujan-Mestras — La Hume Gare SNCF                               |
| 415   | Ouverture / Fermeture septembre 2009 / — | Longueur —                                                                                               | Durée 50 min                                                                                             | Nb. d’arrêts 8                                                                                           | Matériel Iveco Bus Evadys                                                                                | Jours de fonctionnement L, Ma, Me, J, V, S, D                                                            | Jour / Soir / Nuit / Fêtes O / — / N / O                                                                 | Voy. / an —                                                                                              | Exploitant Trans-Landes                                                                                  |
| 415   | Desserte : - Villes et lieux desservis : Parentis-en-Born (Aire de covoiturage), Biscarrosse (Bourg Gare Routière, Bourg Les Breux), Sanguinet (Mairie), La Teste (Av. Parc des Expos / Av. Eiffel, Océanides Centre Commercial, Pôle de Santé), Gujan-Mestras (La Hume Gare SNCF) - Gare(s) desservie(s) : Gare de Gujan-Mestras | | | | | | | | |
| 415   | Évolution : Avant l'harmonisation de la numérotation des lignes à l'échelle régionale, cette ligne était désignée comme la ligne départementale No 14. Autre : - Arrêts non accessibles aux PMR : — - Particularité(s) : Fonctionne du lundi au vendredi toute l'année et en complément le week-end durant l'été. | | | | | | | | |
| 415   | Dernière actualisation : 11 mars 2025 | | | | | | | | |
| 453   | Montfort — Foirail / Mugron — Lycée Agricole / Mugron — Gare ⥋ Mont-de-Marsan — Gare SNCF | Montfort — Foirail / Mugron — Lycée Agricole / Mugron — Gare ⥋ Mont-de-Marsan — Gare SNCF                | Montfort — Foirail / Mugron — Lycée Agricole / Mugron — Gare ⥋ Mont-de-Marsan — Gare SNCF                | Montfort — Foirail / Mugron — Lycée Agricole / Mugron — Gare ⥋ Mont-de-Marsan — Gare SNCF                | Montfort — Foirail / Mugron — Lycée Agricole / Mugron — Gare ⥋ Mont-de-Marsan — Gare SNCF                | Montfort — Foirail / Mugron — Lycée Agricole / Mugron — Gare ⥋ Mont-de-Marsan — Gare SNCF                | Montfort — Foirail / Mugron — Lycée Agricole / Mugron — Gare ⥋ Mont-de-Marsan — Gare SNCF                | Montfort — Foirail / Mugron — Lycée Agricole / Mugron — Gare ⥋ Mont-de-Marsan — Gare SNCF                | Montfort — Foirail / Mugron — Lycée Agricole / Mugron — Gare ⥋ Mont-de-Marsan — Gare SNCF                |
| 453   | Ouverture / Fermeture septembre 2009 / — | Longueur —                                                                                               | Durée 45 à 55 min                                                                                        | Nb. d’arrêts 10                                                                                          | Matériel Iveco Bus Crossway                                                                              | Jours de fonctionnement L, Ma, Me, J, V                                                                  | Jour / Soir / Nuit / Fêtes O / — / N / N                                                                 | Voy. / an —                                                                                              | Exploitant RRTL                                                                                          |
| 453   | Desserte : - Villes et lieux desservis : Montfort (Place du Foirail), Mugron (Lycée Agricole, Gare), Souprosse (Groupe Scolaire), Le Leuy (Bourg D3), Saint-Perdon (Place des Commerces), Mont-de-Marsan (Martyrs de la Résistance, Jean Rostand / Arènes, Av. du 34e Régiment d’infanterie, Gare SNCF) - Gare(s) desservie(s) : Gare de Mont-de-Marsan | | | | | | | | |
| 453   | Évolution : Avant l'harmonisation de la numérotation des lignes à l'échelle régionale, cette ligne était désignée comme la ligne départementale No 22. Autre : - Arrêts non accessibles aux PMR : — - Particularité(s) : Desserte de l'arrêt Mugron (Lycée Agricole) uniquement le mercredi en période scolaire. | | | | | | | | |
| 453   | Dernière actualisation : 11 mars 2025 | | | | | | | | |
| 536   | Saint-Martin-de-Hinx — Bourg ⥋ Bayonne — Place des basques | Saint-Martin-de-Hinx — Bourg ⥋ Bayonne — Place des basques                                               | Saint-Martin-de-Hinx — Bourg ⥋ Bayonne — Place des basques                                               | Saint-Martin-de-Hinx — Bourg ⥋ Bayonne — Place des basques                                               | Saint-Martin-de-Hinx — Bourg ⥋ Bayonne — Place des basques                                               | Saint-Martin-de-Hinx — Bourg ⥋ Bayonne — Place des basques                                               | Saint-Martin-de-Hinx — Bourg ⥋ Bayonne — Place des basques                                               | Saint-Martin-de-Hinx — Bourg ⥋ Bayonne — Place des basques                                               | Saint-Martin-de-Hinx — Bourg ⥋ Bayonne — Place des basques                                               |
| 536   | Ouverture / Fermeture septembre 2009 / — | Longueur —                                                                                               | Durée 40 min                                                                                             | Nb. d’arrêts 8                                                                                           | Matériel Iveco Bus Crossway                                                                              | Jours de fonctionnement L, Ma, Me, J, V, S                                                               | Jour / Soir / Nuit / Fêtes O / — / N / N                                                                 | Voy. / an —                                                                                              | Exploitant Trans-Landes                                                                                  |
| 536   | Desserte : - Villes et lieux desservis : Saint-Martin-de-Hinx (Bourg), Biarrotte (Salle des Fêtes), Biaudos (Fronton), Saint-André-de-Seignanx (La Pipette), Saint-Martin-de-Seignanx (Quartier Neuf), Bayonne (Hauts de Bayonne, Alsace-Lorraine, Place des Basques) - Gare(s) desservie(s) : — | | | | | | | | |
| 536   | Évolution : Avant l'harmonisation de la numérotation des lignes à l'échelle régionale, cette ligne était désignée comme la ligne départementale No 26. Autre : - Arrêts non accessibles aux PMR : — - Particularité(s) : — | | | | | | | | |
| 536   | Dernière actualisation : 11 mars 2025 | | | | | | | | |
| 531   | Pau — Pôle Multimodal - Gare SNCF ⥋ Agen — Gare SNCF | Pau — Pôle Multimodal - Gare SNCF ⥋ Agen — Gare SNCF                                                     | Pau — Pôle Multimodal - Gare SNCF ⥋ Agen — Gare SNCF                                                     | Pau — Pôle Multimodal - Gare SNCF ⥋ Agen — Gare SNCF                                                     | Pau — Pôle Multimodal - Gare SNCF ⥋ Agen — Gare SNCF                                                     | Pau — Pôle Multimodal - Gare SNCF ⥋ Agen — Gare SNCF                                                     | Pau — Pôle Multimodal - Gare SNCF ⥋ Agen — Gare SNCF                                                     | Pau — Pôle Multimodal - Gare SNCF ⥋ Agen — Gare SNCF                                                     | Pau — Pôle Multimodal - Gare SNCF ⥋ Agen — Gare SNCF                                                     |
| 531   | Ouverture / Fermeture — / — | Longueur —                                                                                               | Durée 240 min                                                                                            | Nb. d’arrêts 39                                                                                          | Matériel —                                                                                               | Jours de fonctionnement L, Ma, Me, J, V, S, D                                                            | Jour / Soir / Nuit / Fêtes O / — / N / O                                                                 | Voy. / an —                                                                                              | Exploitant Keolis Gascogne                                                                               |
| 531   | Desserte : - Villes et lieux desservis : Pau (Pôle Multimodal - Gare SNCF, Place de Verdun, Université - Allée Condorcet), Uzein (Aéroport), Sauvagnon (Galabert RN 134), Navailles-Angos (Galabert RN 134), Astis (Route nationale RN 134), Auriac (Madaune), Lalonquette (RN 134), Claracq (RN 134), Garlin (Place Mercadieu), Sarron (Cimetière), Saint-Agnet (Église), Segos (RN 134), Aire-sur-l'Adour (Avenue des Pyrénées, Office de Tourisme, Place de la Liberté, Zone Commerciale), Saint-Gein (Église), Villeneuve-de-Marsan (Gare, Arènes), Le Frêche (Mairie), Labastide-d'Armagnac (RD 11), Créon-d'Armagnac (École), Gabarret (Avenue du 2 avril 1944), Saint-Pé-Saint-Simon (Carrefour D656-D144), Gueyze (Mairie), Sos (Bourg), Poudenas (Poste), Mezin (Relais Gascogne), Andiran (Carrefour D656), Nérac (Place de l'horloge, Avenue Lattre de Tassigny), Roquefort (Walibi), Le passage d'Agen (Pont de Pierre), Agen (Jasmin Gambetta, Lamennais, Ste-Foy, Gare SNCF) - Gare(s) desservie(s) : Gare de Pau, Gare d'Agen | | | | | | | | |
| 531   | Autre : - Arrêts non accessibles aux PMR : — - Particularité(s) : 1. Cette ligne fait partie du réseau de Cars Région Nouvelle-Aquitaine mais est exploité par Keolis Gascogne. 2. Un seul départ de ligne chaque jour, du lundi au dimanche. 3. La ligne traverse trois départements : les Pyrénées-Atlantiques, les Landes et le Lot-et-Garonne. | | | | | | | | |
| 531   | Dernière actualisation : 11 mars 2025 | | | | | | | | |
| 442   | Mont-de-Marsan — Gare ⥋ Agen — Gare | Mont-de-Marsan — Gare ⥋ Agen — Gare                                                                      | Mont-de-Marsan — Gare ⥋ Agen — Gare                                                                      | Mont-de-Marsan — Gare ⥋ Agen — Gare                                                                      | Mont-de-Marsan — Gare ⥋ Agen — Gare                                                                      | Mont-de-Marsan — Gare ⥋ Agen — Gare                                                                      | Mont-de-Marsan — Gare ⥋ Agen — Gare                                                                      | Mont-de-Marsan — Gare ⥋ Agen — Gare                                                                      | Mont-de-Marsan — Gare ⥋ Agen — Gare                                                                      |
| 442   | Ouverture / Fermeture — / — | Longueur —                                                                                               | Durée 145 min                                                                                            | Nb. d’arrêts 27                                                                                          | Matériel —                                                                                               | Jours de fonctionnement L, Ma, Me, J, V, S, D                                                            | Jour / Soir / Nuit / Fêtes O / — / N / O                                                                 | Voy. / an —                                                                                              | Exploitant Keolis Gascogne                                                                               |
| 442   | Desserte : - Villes et lieux desservis : Mont-de-Marsan (Gare, Quart. St Médard), Bougue (Foyer Rural), Saint-Cricq-Villeneuve (Bourg), Villeneuve-de-Marsan (Arènes), Le Frêche (Mairie), Saint-Justin (Allée G. Phoebus), Labastide-d'Armagnac (Tabac), Cazaubon (Arènes), Barbotan-les-Thermes (Office de Tourisme), Gabarret (Collège Jules Ferry, Collège St Jean Bosco, Av. 21 Avril 1944), Saint-Pé-Saint-Simon (D656 / D144), Gueyze (Mairie), Sos (Bourg), Poudenas (Poste), Mézin (Relais Gascogne), Andiran (D656), Nérac (Place de l'Horloge, Av. de Lattre de Tassigny), Roquefort (Walibi), Le passage d'Agen (Pont de Pierre), Agen (Jasmin Gambetta, Lamennais, Ste-Foy, Gare SNCF) - Gare(s) desservie(s) : Gare de Mont-de-Marsan, Gare d'Agen | | | | | | | | |
| 442   | Autre : - Arrêts non accessibles aux PMR : — - Particularité(s) : 1. Cette ligne fait partie du réseau de Cars Région Nouvelle-Aquitaine mais est exploité par Keolis Gascogne. 2. La ligne traverse les Landes et le Lot-et-Garonne. | | | | | | | | |
| 442   | Dernière actualisation : 11 mars 2025 | | | | | | | | |

### Lignes estivales
Ces lignes sont actives uniquement pendant la période estivale, de début juillet à fin août environ. Elles permettent d'assurer une liaison entre les communes de l'arrière-pays et les plages de la côte aquitaine.
| Ligne | Caractéristiques | Caractéristiques                                           | Caractéristiques                                           | Caractéristiques                                           | Caractéristiques                                           | Caractéristiques                                           | Caractéristiques                                           | Caractéristiques                                           | Caractéristiques                                           |
| 514   | Dax — Gare Routière ⥋ Lit-et-Mixe — Bourg | Dax — Gare Routière ⥋ Lit-et-Mixe — Bourg                  | Dax — Gare Routière ⥋ Lit-et-Mixe — Bourg                  | Dax — Gare Routière ⥋ Lit-et-Mixe — Bourg                  | Dax — Gare Routière ⥋ Lit-et-Mixe — Bourg                  | Dax — Gare Routière ⥋ Lit-et-Mixe — Bourg                  | Dax — Gare Routière ⥋ Lit-et-Mixe — Bourg                  | Dax — Gare Routière ⥋ Lit-et-Mixe — Bourg                  | Dax — Gare Routière ⥋ Lit-et-Mixe — Bourg                  |
| ----- | --- | ---------------------------------------------------------- | ---------------------------------------------------------- | ---------------------------------------------------------- | ---------------------------------------------------------- | ---------------------------------------------------------- | ---------------------------------------------------------- | ---------------------------------------------------------- | ---------------------------------------------------------- |
| 514   | Ouverture / Fermeture — / — | Longueur —                                                 | Durée 65 min                                               | Nb. d’arrêts 6                                             | Matériel Iveco Bus Crossway                                | Jours de fonctionnement S, D                               | Jour / Soir / Nuit / Fêtes O / — / N / O                   | Voy. / an —                                                | Exploitant RRTL                                            |
| 514   | Desserte : - Villes et lieux desservis : Dax (Gare Routière), Castets (Mairie / Cinéma), Léon (Marensin), Vielle-Saint-Girons (Bourg Église), Saint-Girons (Bourg La Poste), Lit-et-Mixe (Bourg) - Gare(s) desservie(s) : Gare de Dax |                                                            |                                                            |                                                            |                                                            |                                                            |                                                            |                                                            |                                                            |
| 514   | Évolution : Avant l'harmonisation de la numérotation des lignes à l'échelle régionale, cette ligne était désignée comme la ligne départementale No 44. Autre : - Arrêts non accessibles aux PMR : — - Particularité(s) : Cette ligne fonctionnement uniquement le samedi et dimanche durant l'été. |                                                            |                                                            |                                                            |                                                            |                                                            |                                                            |                                                            |                                                            |
| 514   | Dernière actualisation : 11 mars 2025 |                                                            |                                                            |                                                            |                                                            |                                                            |                                                            |                                                            |                                                            |
| 515   | Contis — Camping Lous Seurrots ⥋ Morcenx — Gare SNCF | Contis — Camping Lous Seurrots ⥋ Morcenx — Gare SNCF       | Contis — Camping Lous Seurrots ⥋ Morcenx — Gare SNCF       | Contis — Camping Lous Seurrots ⥋ Morcenx — Gare SNCF       | Contis — Camping Lous Seurrots ⥋ Morcenx — Gare SNCF       | Contis — Camping Lous Seurrots ⥋ Morcenx — Gare SNCF       | Contis — Camping Lous Seurrots ⥋ Morcenx — Gare SNCF       | Contis — Camping Lous Seurrots ⥋ Morcenx — Gare SNCF       | Contis — Camping Lous Seurrots ⥋ Morcenx — Gare SNCF       |
| 515   | Ouverture / Fermeture — / — | Longueur —                                                 | Durée 50 min                                               | Nb. d’arrêts 4                                             | Matériel Iveco Bus Crossway                                | Jours de fonctionnement S, D                               | Jour / Soir / Nuit / Fêtes O / — / N / O                   | Voy. / an —                                                | Exploitant RRTL                                            |
| 515   | Desserte : - Villes et lieux desservis : Contis Plage (Camping Lous Seurrots), Saint-Julien-en-Born (Camping les Dunes de Contis, Place du Château d'Eau), Morcenx (Gare SNCF) - Gare(s) desservie(s) : Gare de Morcenx |                                                            |                                                            |                                                            |                                                            |                                                            |                                                            |                                                            |                                                            |
| 515   | Évolution : Avant l'harmonisation de la numérotation des lignes à l'échelle régionale, cette ligne était désignée comme la ligne départementale No 45. Autre : - Arrêts non accessibles aux PMR : — - Particularité(s) : Cette ligne fonctionnement uniquement le samedi et dimanche durant l'été. |                                                            |                                                            |                                                            |                                                            |                                                            |                                                            |                                                            |                                                            |
| 515   | Dernière actualisation : 11 mars 2025 |                                                            |                                                            |                                                            |                                                            |                                                            |                                                            |                                                            |                                                            |
| 416   | Parentis-en-Born — Aire Covoiturage ⥋ Arcachon — Gare SNCF | Parentis-en-Born — Aire Covoiturage ⥋ Arcachon — Gare SNCF | Parentis-en-Born — Aire Covoiturage ⥋ Arcachon — Gare SNCF | Parentis-en-Born — Aire Covoiturage ⥋ Arcachon — Gare SNCF | Parentis-en-Born — Aire Covoiturage ⥋ Arcachon — Gare SNCF | Parentis-en-Born — Aire Covoiturage ⥋ Arcachon — Gare SNCF | Parentis-en-Born — Aire Covoiturage ⥋ Arcachon — Gare SNCF | Parentis-en-Born — Aire Covoiturage ⥋ Arcachon — Gare SNCF | Parentis-en-Born — Aire Covoiturage ⥋ Arcachon — Gare SNCF |
| 416   | Ouverture / Fermeture — / — | Longueur —                                                 | Durée 85 min                                               | Nb. d’arrêts 9                                             | Matériel Iveco Bus Crossway                                | Jours de fonctionnement S, D                               | Jour / Soir / Nuit / Fêtes O / — / N / O                   | Voy. / an —                                                | Exploitant RRTL                                            |
| 416   | Desserte : - Villes et lieux desservis : Parentis-en-Born (Aire Covoiturage), Biscarrosse Bourg (Gare Routière, Les Breux), Biscarrosse Lac (Navarrosse, Maguide), Biscarrosse Plage (Place Dufau / Église, Le Vivier), Pyla-sur-Mer (Dune du Pilat), Arcachon (Gare SNCF) - Gare(s) desservie(s) : Gare d'Arcachon |                                                            |                                                            |                                                            |                                                            |                                                            |                                                            |                                                            |                                                            |
| 416   | Évolution : Avant l'harmonisation de la numérotation des lignes à l'échelle régionale, cette ligne était désignée comme la ligne départementale No 46. Autre : - Arrêts non accessibles aux PMR : — - Particularité(s) : Cette ligne fonctionnement uniquement le samedi et dimanche durant l'été. |                                                            |                                                            |                                                            |                                                            |                                                            |                                                            |                                                            |                                                            |
| 416   | Dernière actualisation : 11 mars 2025 |                                                            |                                                            |                                                            |                                                            |                                                            |                                                            |                                                            |                                                            |
| 454   | Mont-de-Marsan — Gare SNCF ⥋ Mimizan — Office de Tourisme | Mont-de-Marsan — Gare SNCF ⥋ Mimizan — Office de Tourisme  | Mont-de-Marsan — Gare SNCF ⥋ Mimizan — Office de Tourisme  | Mont-de-Marsan — Gare SNCF ⥋ Mimizan — Office de Tourisme  | Mont-de-Marsan — Gare SNCF ⥋ Mimizan — Office de Tourisme  | Mont-de-Marsan — Gare SNCF ⥋ Mimizan — Office de Tourisme  | Mont-de-Marsan — Gare SNCF ⥋ Mimizan — Office de Tourisme  | Mont-de-Marsan — Gare SNCF ⥋ Mimizan — Office de Tourisme  | Mont-de-Marsan — Gare SNCF ⥋ Mimizan — Office de Tourisme  |
| 454   | Ouverture / Fermeture — / — | Longueur —                                                 | Durée 90 min                                               | Nb. d’arrêts 12                                            | Matériel Iveco Bus Crossway                                | Jours de fonctionnement L, Ma, Me, J, V, S, D              | Jour / Soir / Nuit / Fêtes O / — / N / O                   | Voy. / an —                                                | Exploitant RRTL                                            |
| 454   | Desserte : - Villes et lieux desservis : Mont-de-Marsan (Gare SNCF, Jean Rostand / Arènes, Martyrs de la Résistance), Campet-et-Lamolère (Lotissement Loustalas), Saint-Martin-d'Oney (Parking Centre Culturel), Ygos-Saint-Saturnin (École primaire), Arengosse (Place), Morcenx-la-Nouvelle (Arjuzanx Lac, École maternelle), Onesse-Laharie (Mairie), Bias (École), Mimizan Plage (Office de Tourisme) - Gare(s) desservie(s) : Gare de Mont-de-Marsan |                                                            |                                                            |                                                            |                                                            |                                                            |                                                            |                                                            |                                                            |
| 454   | Évolution : Avant l'harmonisation de la numérotation des lignes à l'échelle régionale, cette ligne était désignée comme la ligne départementale No 47. Autre : - Arrêts non accessibles aux PMR : — - Particularité(s) : Il s'agit de la seule ligne estivale qui fonctionne du lundi au dimanche. |                                                            |                                                            |                                                            |                                                            |                                                            |                                                            |                                                            |                                                            |
| 454   | Dernière actualisation : 11 mars 2025 |                                                            |                                                            |                                                            |                                                            |                                                            |                                                            |                                                            |                                                            |

## Anciennes lignes
Ces lignes ont été supprimées, soit en raison d'une fréquentation insuffisante, soit à la suite de réorganisations du réseau, certaines dessertes ayant été intégrées à des lignes encore en service.

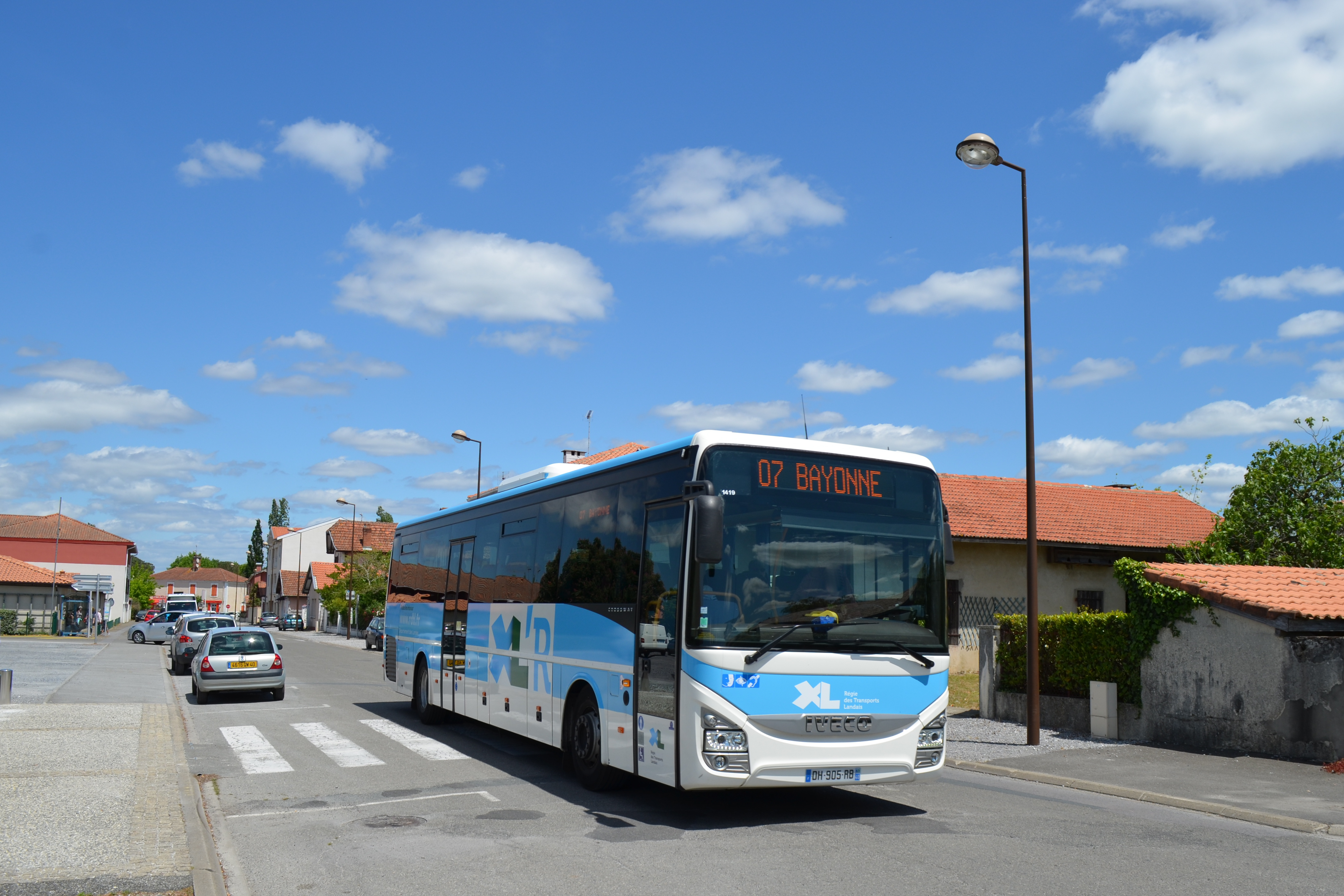
Ligne 07 - Ancien réseau XL'R
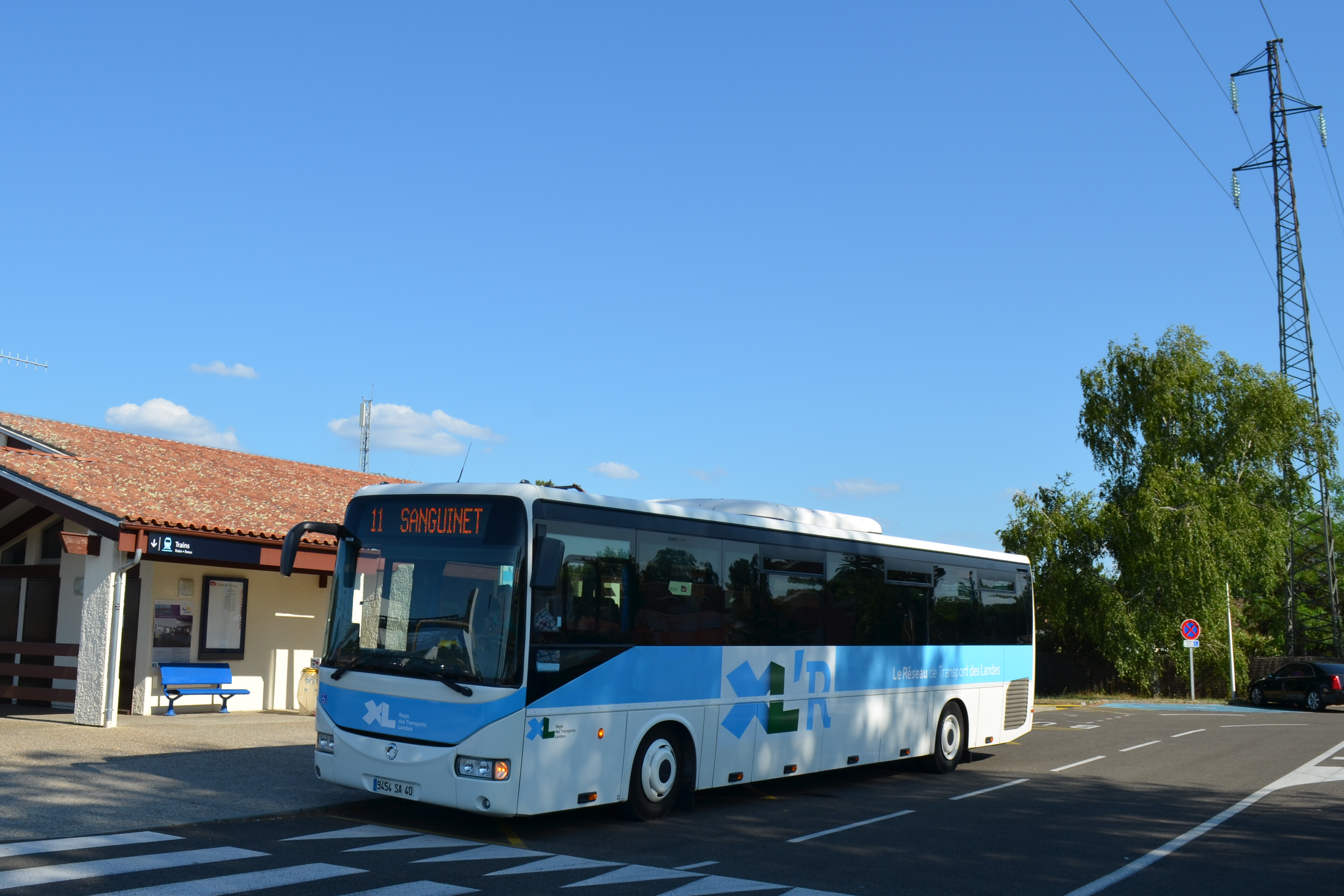
Ligne 11 - Ancien réseau XL'R
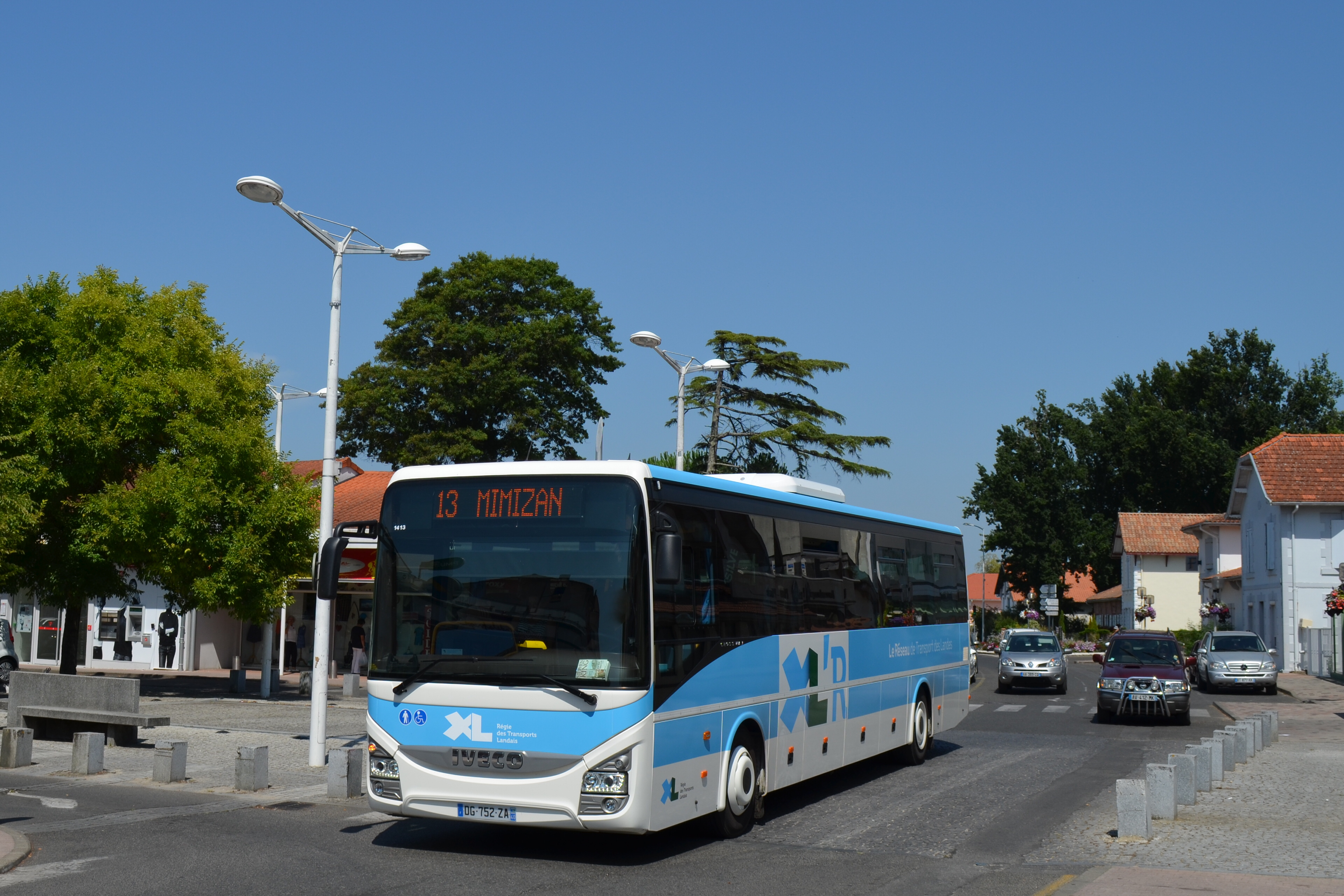
Ligne 13 - Ancien réseau XL'R
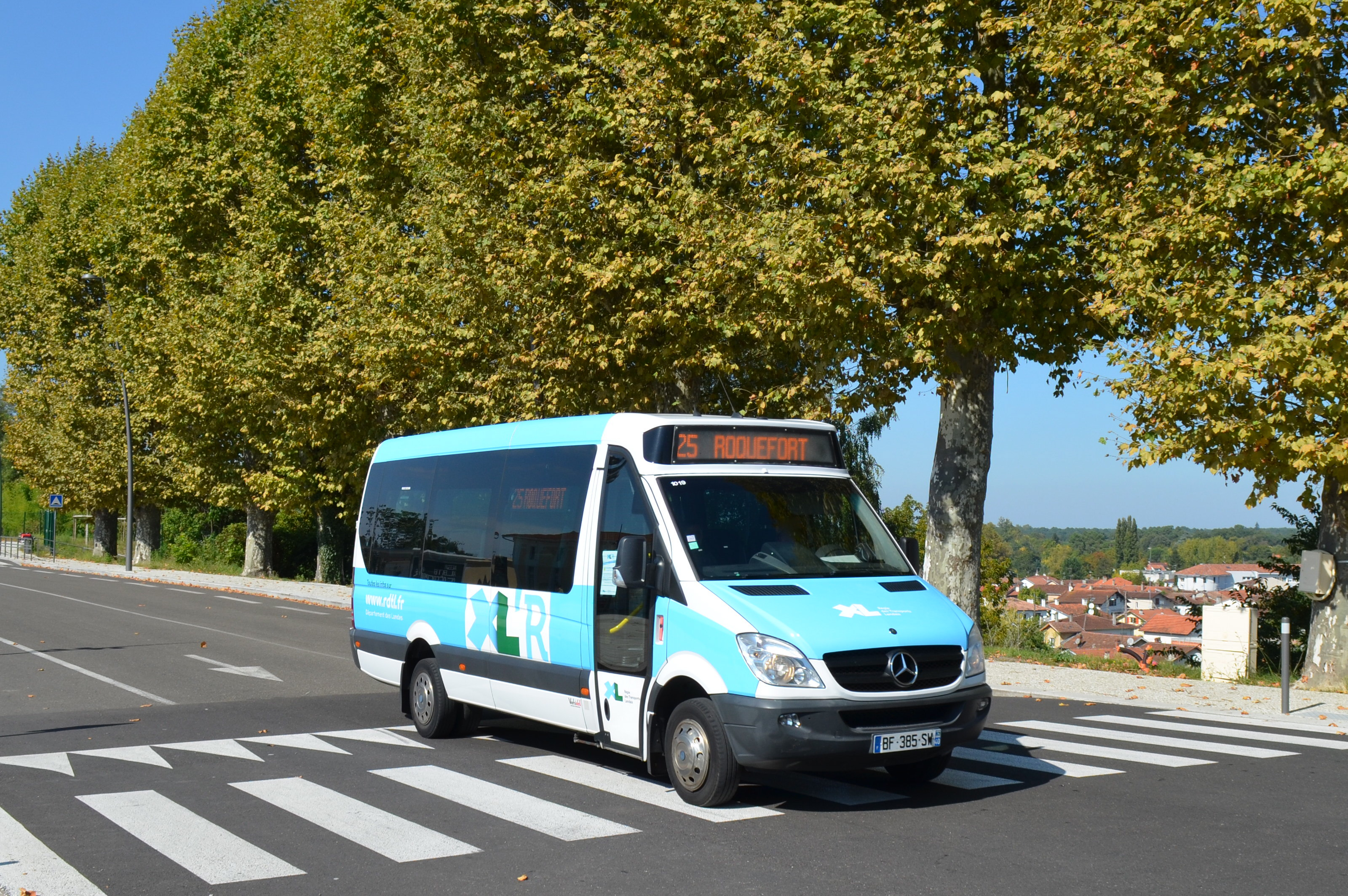
Ligne 25 - Ancien réseau XL'R

## Tarification
A compter du 1er janvier 2020, les tarifs sont uniformisés à l'échelle régionale, ainsi le voyage à l'unité passe à 2 € sur l'ensemble des lignes, avec un abonnement mensuel à 40 € par exemple.
Au 1er janvier 2022, l'ensemble des tarifs connaissent une hausse (à l'exception du tarif solidaire), le billet à l'unité passe ainsi à 2,30 €, le prix des abonnements augmentent eux aussi de quelques euros.
Au 1er septembre 2024, les tarifs des billets et abonnements sont à nouveau revus légèrement à la hausse. Le voyage à l'unité est désormais de 2,50 €.
| Voyages occasionnels                           | Voyages occasionnels                                                      | Voyages occasionnels      |
| Catégorie                                      | Type de billet                                                            | Tarif                     |
| ---------------------------------------------- | ------------------------------------------------------------------------- | ------------------------- |
| Tout public                                    | Ticket unitaire (valable 2h)                                              | 2,50 €                    |
| Tout public                                    | Ticket aller-retour (valable 1 journée)                                   | 4,50 €                    |
| Tout public                                    | Carnet de 10 voyages                                                      | 20 €                      |
| Groupe (+10 personnes, sur réservation)        | Tarif par personne                                                        | 1,75 €                    |
| Jeunes (- de 28 ans)                           | Carnet de 10 voyages                                                      | 10 €                      |
| Tarif solidaire                                | Ticket unitaire solidaire (validité 2h, sur présentation Carte Solidaire) | 0,40 €                    |
| Abonnements (voyages réguliers)                |                                                                           |                           |
| Catégorie                                      | Type d'abonnement                                                         | Tarif                     |
| Tout public                                    | Abonnement hebdomadaire                                                   | 18 €                      |
| Tout public                                    | Abonnement mensuel                                                        | 45 €                      |
| Tout public                                    | Abonnement annuel                                                         | 450 € (soit 37,50 €/mois) |
| Jeunes (- de 28 ans, -50%)                     | Abonnement hebdomadaire                                                   | 9 €                       |
| Jeunes (- de 28 ans, -50%)                     | Abonnement mensuel                                                        | 22,50 €                   |
| Jeunes (- de 28 ans, -50%)                     | Abonnement annuel                                                         | 225 € (soit 18,75 €/mois) |
| Autres dispositions tarifaires                 |                                                                           |                           |
| Catégorie                                      | Conditions                                                                | Tarif                     |
| Enfant de moins de 4 ans                       | -                                                                         | Gratuit                   |
| Accompagnant d'une personne à mobilité réduite | Sur présentation de la carte                                              | Gratuit                   |
| Ancien combattant                              | Sur présentation de la carte                                              | Gratuit                   |
| Supports de titre                              |                                                                           |                           |
| Type de carte                                  | Remarques                                                                 | Tarif                     |
| Carte Modalis nominative                       | Tout duplicata est facturé 10 €                                           | Gratuite                  |
| Carte Modalis occasionnelle anonyme            | Rechargement illimité                                                     | 0,20 €                    |

## Historique des logos

Logo historique
Ancien Logo réseau "XL'R"
Autre ancien logo du réseau "XL'R"
Logo actuel, réseau "Cars RNA"